# Fiat A.74
Il Fiat A.74 RC.38 Ciclone era un motore aeronautico radiale 14 cilindri a doppia stella raffreddato ad aria, prodotto dall'azienda italiana Fiat Aviazione negli anni trenta e montato su numerosi aerei della Regia Aeronautica durante la seconda guerra mondiale, tra cui i monoplani da caccia Macchi M.C.200 "Saetta" e Fiat G.50 ed il biplano Fiat C.R.42.

## Storia del progetto
Il Fiat A.74 venne rielaborato nel 1935 dall'ingegner Tranquillo Zerbi e dal professor Antonio Fessia appositamente per essere impiegato sui velivoli da caccia. Il motore era un'evoluzione dello statunitense R-1535 a doppia stella a 14 cilindri, di cui la Fiat aveva acquisito la licenza di costruzione. Tra i due motori vi erano comunque numerose differenze progettuali, tra le altre nelle misure di alesaggio e corsa, e costruttive. Queste erano dovute sia all'esigenza di semplificare la produzione, sia a quella di utilizzare materiali autarchici. Inoltre l'A.74 era caratterizzato dall'adozione di un compressore centrifugo ottimizzato per i 3 800 metri di quota e dalla trasmissione del moto all'elica interposta da un riduttore di velocità.
Il Fiat A.74 RC.38 rappresenta un punto di svolta nella produzione di motori aeronautici dell'azienda italiana, fino ad allora impostata su motori 12 cilindri a V. Fu capostipite di una serie di sviluppi atti a produrre propulsori dalla cilindrata e conseguente potenza espressa sempre maggiori, quali gli A.76, A.80 ed A.82.
Per quanto sia facilmente argomentabile che il Fiat A.74, pure buono al suo apparire, sia rimasto in uso, specie sui caccia di prima linea, quando le sue prestazioni erano già superate, il motore venne apprezzato da piloti e meccanici per la sua eccellente affidabilità (anche quando era alimentato con carburanti di pessima qualità ed in climi difficili, come nel deserto libico, o nell'inverno russo) e facilità di manutenzione.

## Versioni
Oltre alla versione RC.38, venne prodotta, in un minore numero di esemplari, la versione RC.42, con quota di ristabilimento della potenza (770 CV) a 4 200 m, utilizzata principalmente sui trasporti Fiat G.12 e sugli esemplari destinati all'addestramento del caccia Macchi M.C.200.

## Velivoli utilizzatori
Italia
- CANSA F.C.20
- Caproni Vizzola F.5
- Fiat C.R.25
- Fiat C.R.42
- Fiat G.12
- Fiat G.50
- Fiat R.S.14
- IMAM Ro.51
- IMAM Ro.57
- Macchi M.C.200